# Tour Saint-Aubain

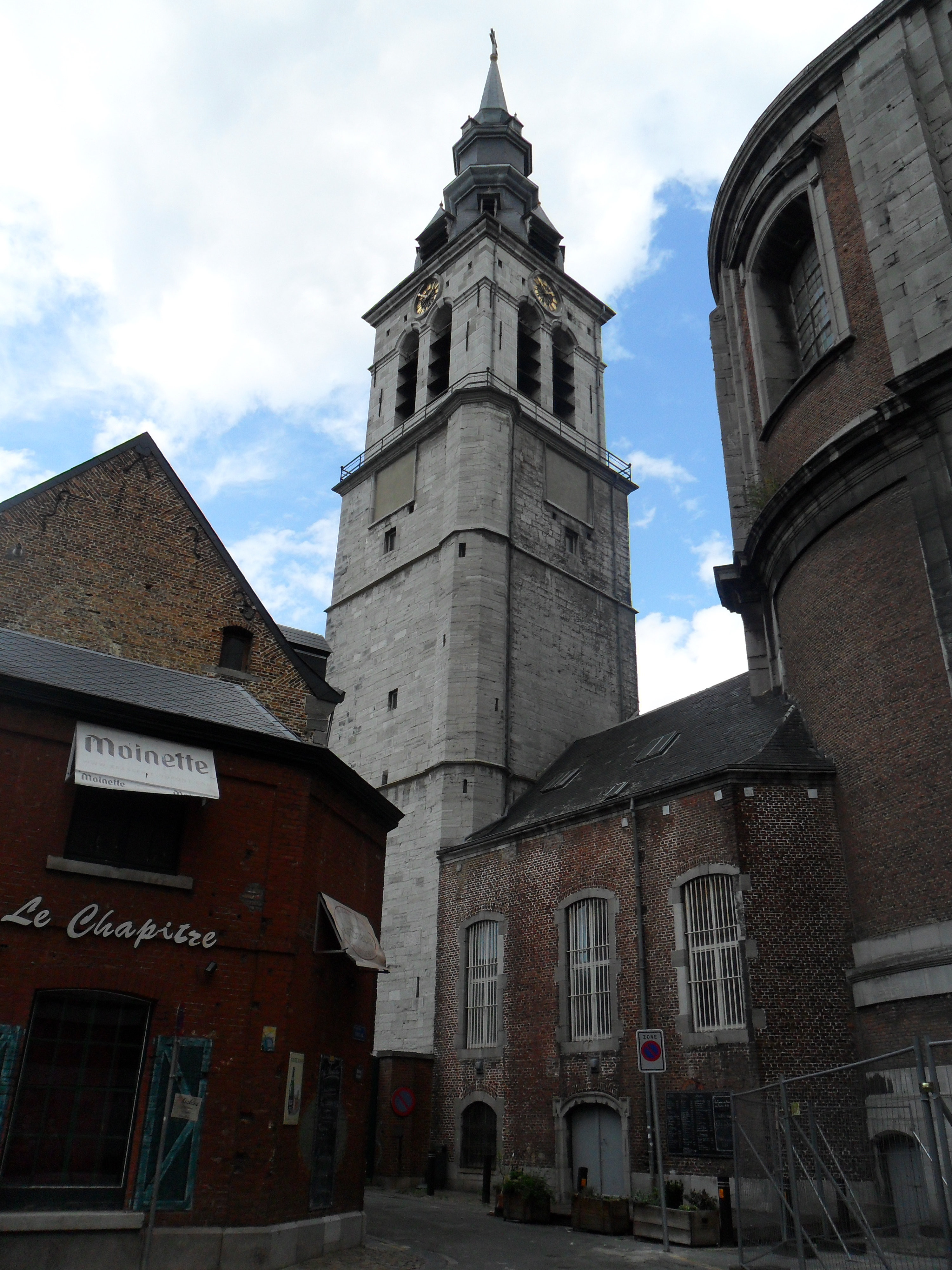
La tour Saint-Aubain (campanile de la cathédrale)

La tour Saint-Aubain est un édifice religieux de style roman (XIe siècle), surmonté d’une flèche gothique, se trouvant derrière la cathédrale de Namur (Belgique), sans y être attaché. Vestige de l’ancienne collégiale de Namur, le campanile est considéré comme « clocher » de la cathédrale construite au XVIIIe siècle, et abrite le carillon de Namur, un ensemble de 49 cloches.

## Histoire

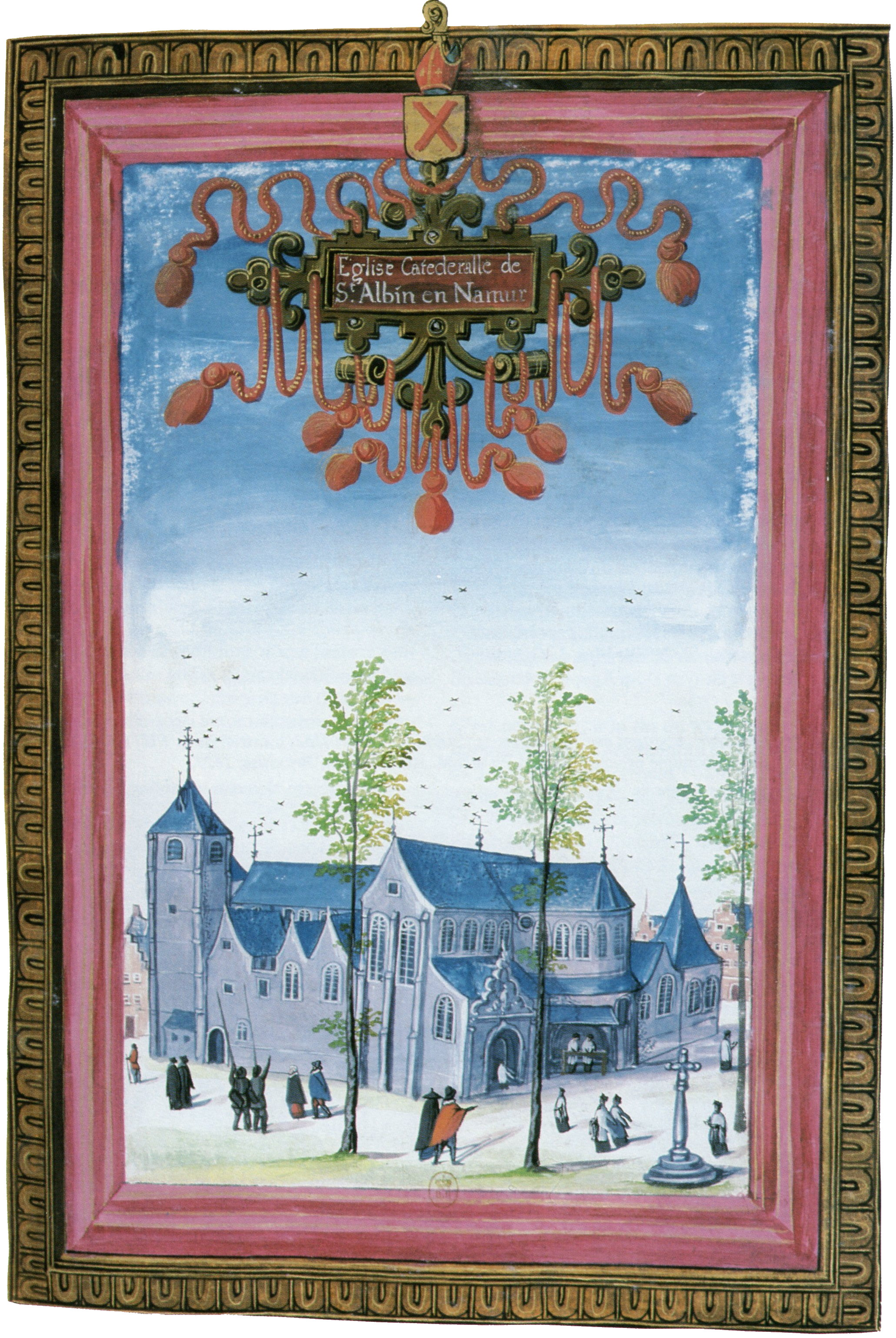
Cathédrale Saint-Aubain en 1604 (Album de Croÿ)

L’ancienne église collégiale Saint-Aubain a son chapitre de chanoines depuis 1047; il est fondé par le comte Albert II de Namur. Cet édifice de style roman remontant au Moyen Âge devient cathédrale lorsque Namur est érigé en diocèse en 1559. Son clocher est rehaussé d’une flèche gothique en 1648.
Cette première cathédrale est démolie lorsque, en 1750, Mgr de Berlo, 13e évêque de Namur, décide de construire une nouvelle cathédrale. Seul le clocher est épargné, car les deux tours de façade initialement prévues dans le projet de la nouvelle cathédrale ne sont pas réalisées. Dotée aujourd’hui d’un carillon de 47 cloches, la tour Saint-Aubain est ainsi devenue le clocher de la nouvelle cathédrale, dont elle est cependant architecturalement séparée, tout en étant très proche. 
La dernière restauration de la tour Saint-Aubain remonte à 1981.

## Carillon de Namur
Dès 1211, la tour Saint-Aubain contient des cloches, mais on ne peut parler de carillon qu’à partir du XVIIe siècle. Des documents attestent qu’après le rehaussement de la tour Saint-Aubain – on la coiffe d’une flèche gothique en 1648 –, elle abrite déjà 30 cloches.  Le carillon est doté d'un clavier manuel.
Par deux fois, à la suite des sièges de Namur de 1692 et 1746, le carillon est sauvé des mains des envahisseurs par le paiement de lourdes rançons aux français qui occupent la ville. Mais, il ne survit pas aux déprédations lors des temps troublés qui suivent la Révolution française.  
En 1858, un nouveau carillon de 40 cloches est installé dans la tour. Sept cloches sont ajoutées dans le siècle qui suit, dont trois  sont fondues dans les années 1930-1932. Le carillon survit sans grand dommage aux deux guerres mondiales mais se trouve dans un état déplorable dans les années 1950. 
Un travail de restauration progressive est entrepris avec le remplacement ou la refonte (dans l’atelier de Tellin) de plusieurs cloches. Elles sont alors au nombre de 47. Le poids total de l’ensemble est de 12 750 kg. La plus lourde - le bourdon - baptisée ‘Aubain’, pèse 2 630 kg. 
Enfin deux nouvelles cloches, plus légères, viennent compléter le carillon en 2010. Ce qui porte le nombre de cloches dans la tour Saint-Aubain à 49. Une ‘cinquantième’, acquise la même année, est installée dans le chœur de la cathédrale et sert plus directement aux offices religieux.
Il est le plus ancien et le plus important des trois carillons de la ville de Namur. 

### Cloches de volée
Six cloches du carillon servent également à la volée. Suivant une ancienne tradition, elles ont été ‘baptisées’, et ont reçu parrain ou marraine. Elles ont pour nom (de la plus pesante à la plus légère) : Aubain (2 630 kg), Marie (1 656 kg), Pierre (1 250 kg), Paul (1 050 kg), Joseph (769 kg), et Nicolas (479 kg). 
L’importance des événements et célébrations liturgiques déterminent le nombre de cloches mises en branle pour la volée. Ainsi pour les offices ordinaires seules deux cloches sont mises en branle (Joseph et Paul), trois pour les offices solennels (Joseph, Paul et Nicolas) et toutes les six - dont le bourdon ‘Aubain’ - pour les grandes solennités liturgiques (ou célébrations extraordinaires), telles que fêtes de Pâques, Pentecôte ou Noël.